# Meriones arimalius
Espèce
Statut de conservation UICN

 LC  : Préoccupation mineure
Meriones arimalius est une espèce qui fait partie des rongeurs. C'est une gerbille de la famille des Muridés.

## Distribution
Cette espèce se rencontre en Arabie saoudite et à Oman.

## Publication originale
- Cheesman & Hinton, On the mammals collected in the Desert of Central Arabia by Major R. E. Cheesman. Annals and Magazine of Natural History, ser. 9, vol. 14, 1924, p. 548–558.